# Joaquín García Cenarro
Joaquín García Cenarro (Barcelona, 1875 - ?) fou un futbolista català de la dècada de 1900.

## Trajectòria
Va començar a practicar el futbol a Plymouth (Anglaterra) durant la seva etapa d'estudiant. La temporada 1901-02 ingressà al FC Barcelona, club on guanyà la Copa Macaya. A continuació jugà dues temporades al RCD Espanyol, on guanyà una Copa Macaya i un Campionat de Catalunya. S'acomiadà de l'afició catalana al futbol el dia 29 de maig de 1904, amb un partit que enfrontà Catalunya amb l'Espanyol, campió dels tres concursos de clubs barcelonins de la temporada 1903-04: primers, segons i tercers equips, doncs el jugador marxà a viure a Tànger.

## Palmarès
- Copa Macaya:
  - 1901-02, 1902-03
- Campionat de Catalunya de futbol:
  - 1903-04